# 伊能忠誨
伊能 忠誨（いのう ただのり、文化3年（1806年） - 文政10年2月12日（1827年3月9日））は、江戸時代の商人である。『大日本沿海輿地全図』を作成した伊能忠敬の長男・景敬の嫡男。幼名は三治郎。弟に銕之助。伊能三郎右衛門家当主。

## 概略
文化10年6月7日（1813年7月4日）に父の景敬が祖父・忠敬に先立ち亡くなった（享年48歳）。忠敬も5年後の文政元年4月13日（1818年5月17日）に74歳で死去。
文政4年（1821年）、祖父や父の携わった『大日本沿海輿地全図』が完成し、7月10日（8月7日）、高橋景保と忠誨らが江戸城に上り、上程した。ちなみに、忠敬の喪が発せられたのは9月4日（9月29日）である。
またこの年、忠誨は15歳にして五人扶持と85坪の江戸屋敷が与えられ、帯刀を許された。佐原と江戸を行き来しながら、景保らの指導も受け、さらに佐原の伊能家の跡継ぎとしても期待されていたが、文政10年（1827年）に22歳で病死した。子がなかったため、忠誨の死により、忠敬直系の血筋は途絶えた。また測量隊の中には、祖父・忠敬が測量できなかった霞ヶ浦などを測量しようという意見もあったが、忠誨の死によりその案も立ち消えとなった。
忠誨の没後の安政年間（1850年代後半）に、親戚筋の伊能茂左衛門家の伊能景晴（節幹）が、自身の次女いくに上総国堺村屋形（現・千葉県山武郡横芝光町）の海保長左衛門の三男・源六（1835年生）を婿に迎えて景文と名乗らせ、伊能三郎右衛門家の夫婦養子にして同家を再興したが、いくに子がなく、親戚の伊能七左衛門成徳の次男・端美を養子として家督を継がせた。
佐原の名家の1つである伊能三郎右衛門家は忠誨の没後も一族の管理下に置かれて存続するものの、当主不在が続く中で家業の不振は深刻化していき、天保年間には酒造業は廃業に追い込まれている。